# فشار نبض
فشار نبض (به انگلیسی: Pulse pressure) تفاوت بین سیستول و دیاستول فشار خون است. که بر حسب میلی‌متر جیوه (mmHg) اندازه‌گیری می‌شود. این نشان دهنده نیرویی است که قلب در هر بار انقباض ایجاد می‌کند.